# Лураго, Ансельмо
Ансельмо Мартин Лураго (чеш. Anselmo  Martin Lurago; крещён 9 января 1701, Комо — 29 ноября 1765, Прага) — итальянский архитектор и скульптор-декоратор, работавший в Праге и других городах Богемии. Представитель чешского и пражского барокко. Под этой фамилией, вероятно, связанной с топонимом, известны многие архитекторы, стуккаторы (мастера лепного декора из гипса) и каменщики, принадлежащие к одной или нескольким семьям, действовавшие с середины XVI века до конца XVIII века в Италии и в других местах Европы. Так, известны его племянник Франческо Ансельмо Лураго и дальний родственник Карло Лураго.

## Биография
Ансельмо происходил из ветви североитальянской семьи, проживавшей в окрестностях озера Комо (Ломбардия). По его собственным словам, первое обучение он получил у своего дяди Джованни Антонио Лураго. После прибытия в Богемию учился у архитектора Франтишека Максмилиана Каньки, а затем приобрёл опыт строительства крепостей у своего дяди Бартоломео Скотти, с которым проработал девять лет.
В 1727 году он получил права гражданства в Праге на Малой Стране (район Праги). Некоторое время работал помощником у архитектора Килиана Игнаца Динценхофера, и после его смерти в 1751 году унаследовал должность придворного архитектора. С 1752 года в качестве придворного архитектора императрицы Марии Терезии занимался реконструкцией Пражского Града по планам, разработанным архитектором Николаус фон Пакасси.
Он был женат дважды. В 1753—1756 годах был настоятелем Влашской общины в Малой Стране, в состав которой входил также детский приют, которому он постоянно помогал. Архитектор скончался в Праге. Похоронен в церкви Св. Иоанна Крестителя в Оборе на Малой Стране.
Сыновья Ансельмо Лураго, братья Рокко и Джованни, также стали архитекторами, работали главным образом в Генуе.
Среди его важнейших проектов и построек:
- Дворец Кинских
- Чернинский дворец (завершение)
- Дворец Пикколомини (или Силва-Тарукка) в Праге
- строительство зданий в Лиса-над-Лабем
- костёл святого Вацлава в Кокорине района Мельник Среднечешского края
- Бржевновский монастырь и капелла на одноименном кладбище
- Бенедиктинский монастырь в Броумове
- Дольнирочовский монастырь
- монастырь в Пршештице
- Малый королевский двор в Праге
- Базилика Вознесения Девы Марии (Страгов).

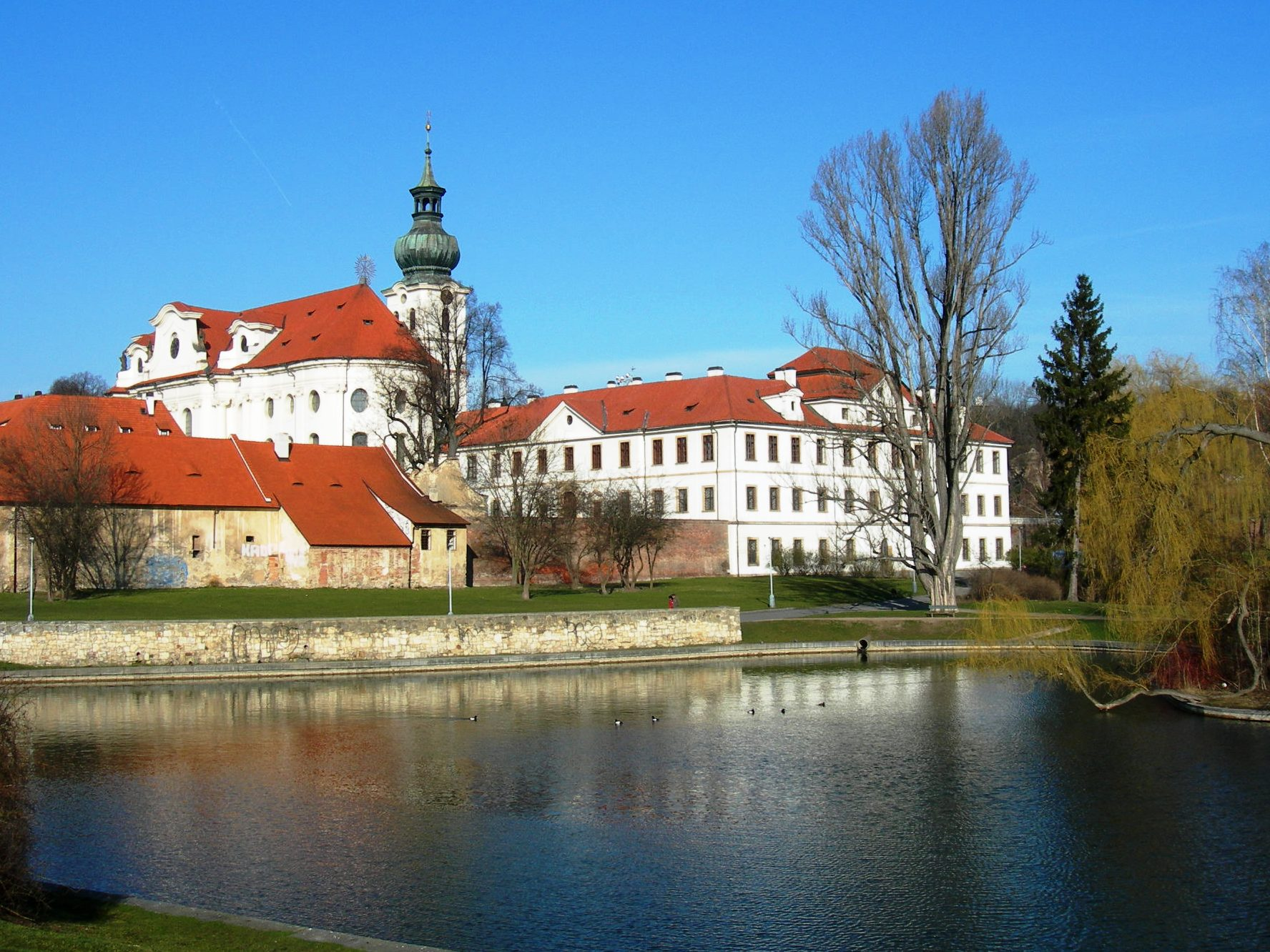
Бржевновский монастырь
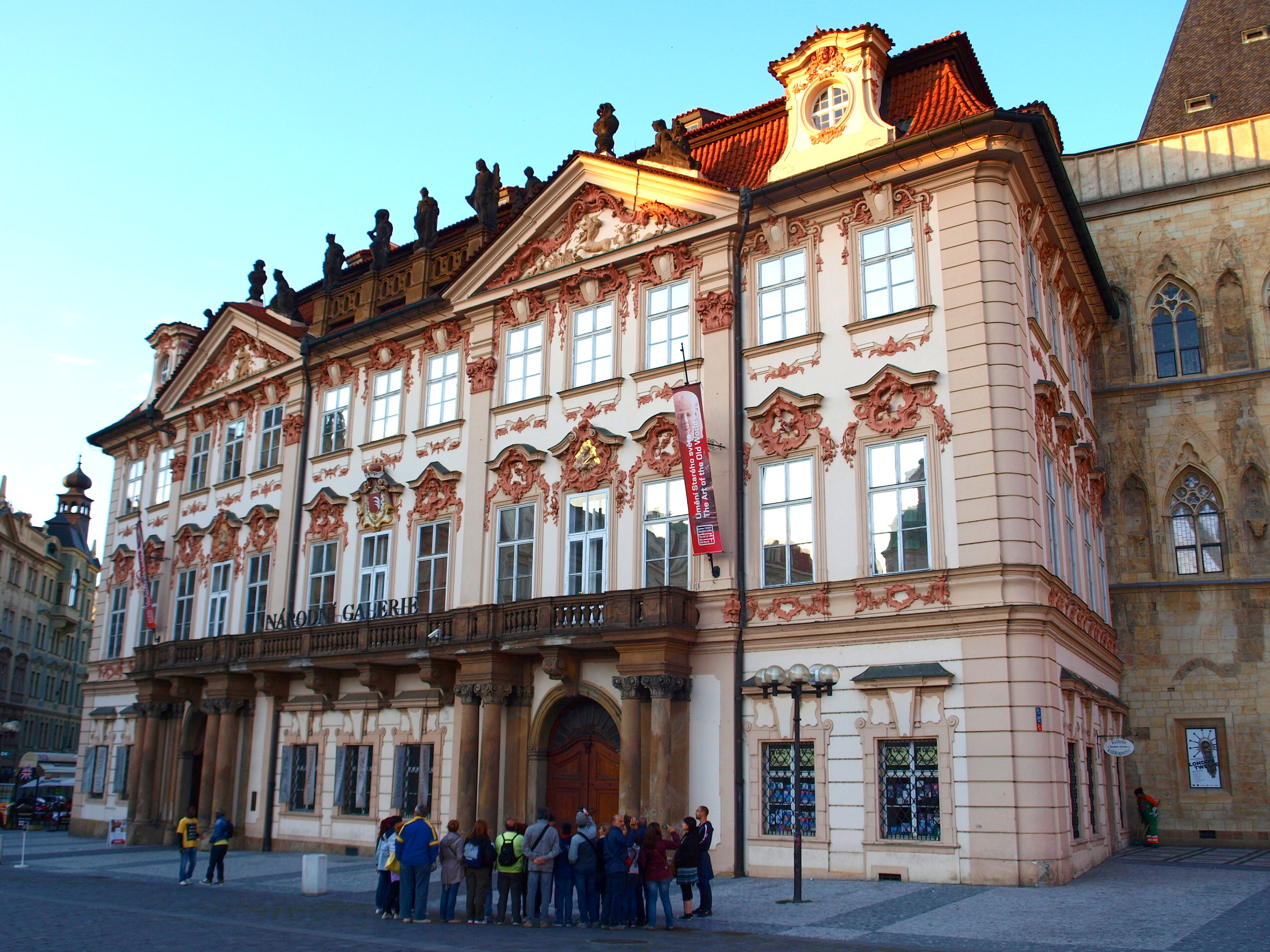
Дворец Кинских
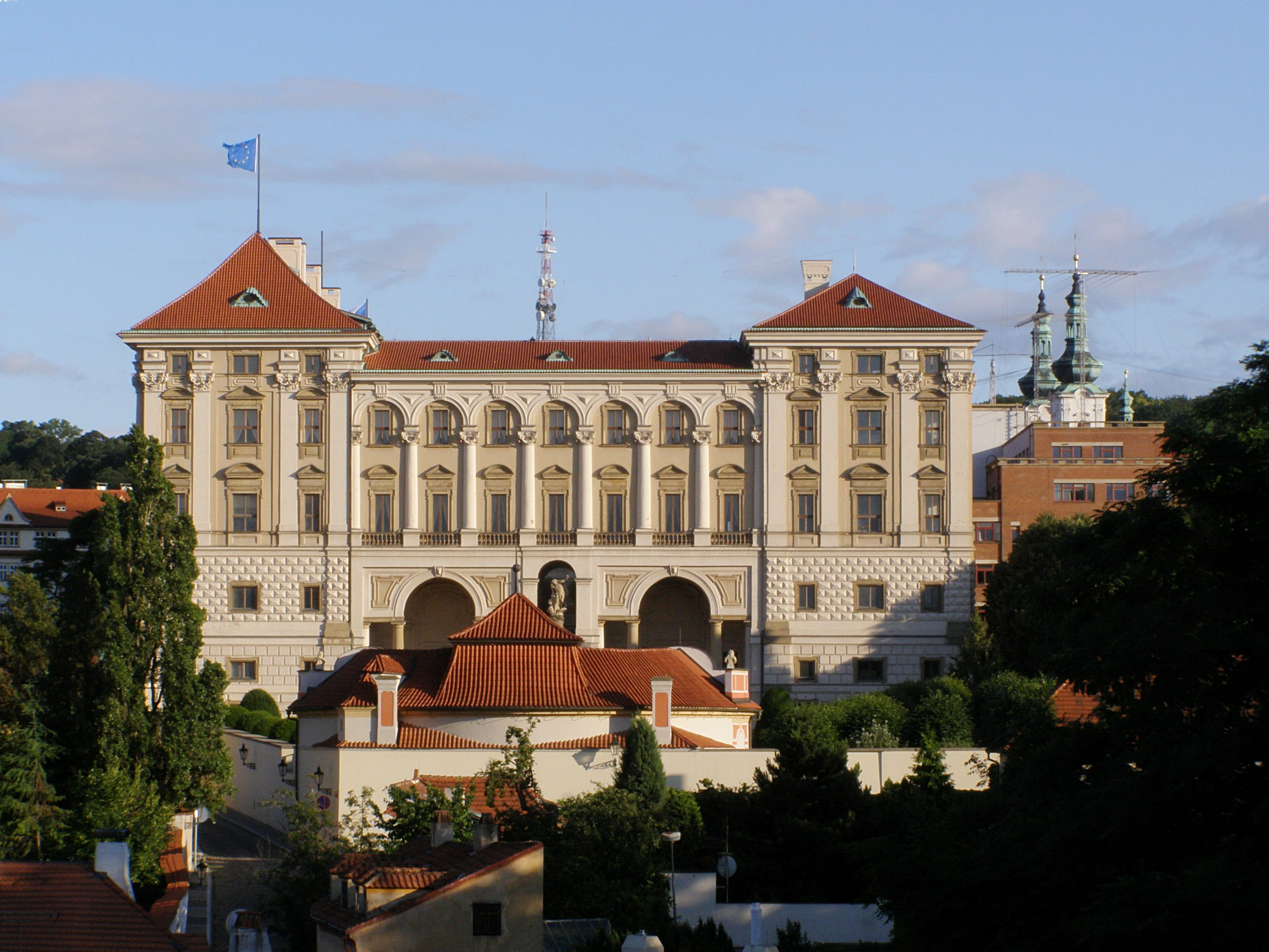
Чернинский дворец (завершение)
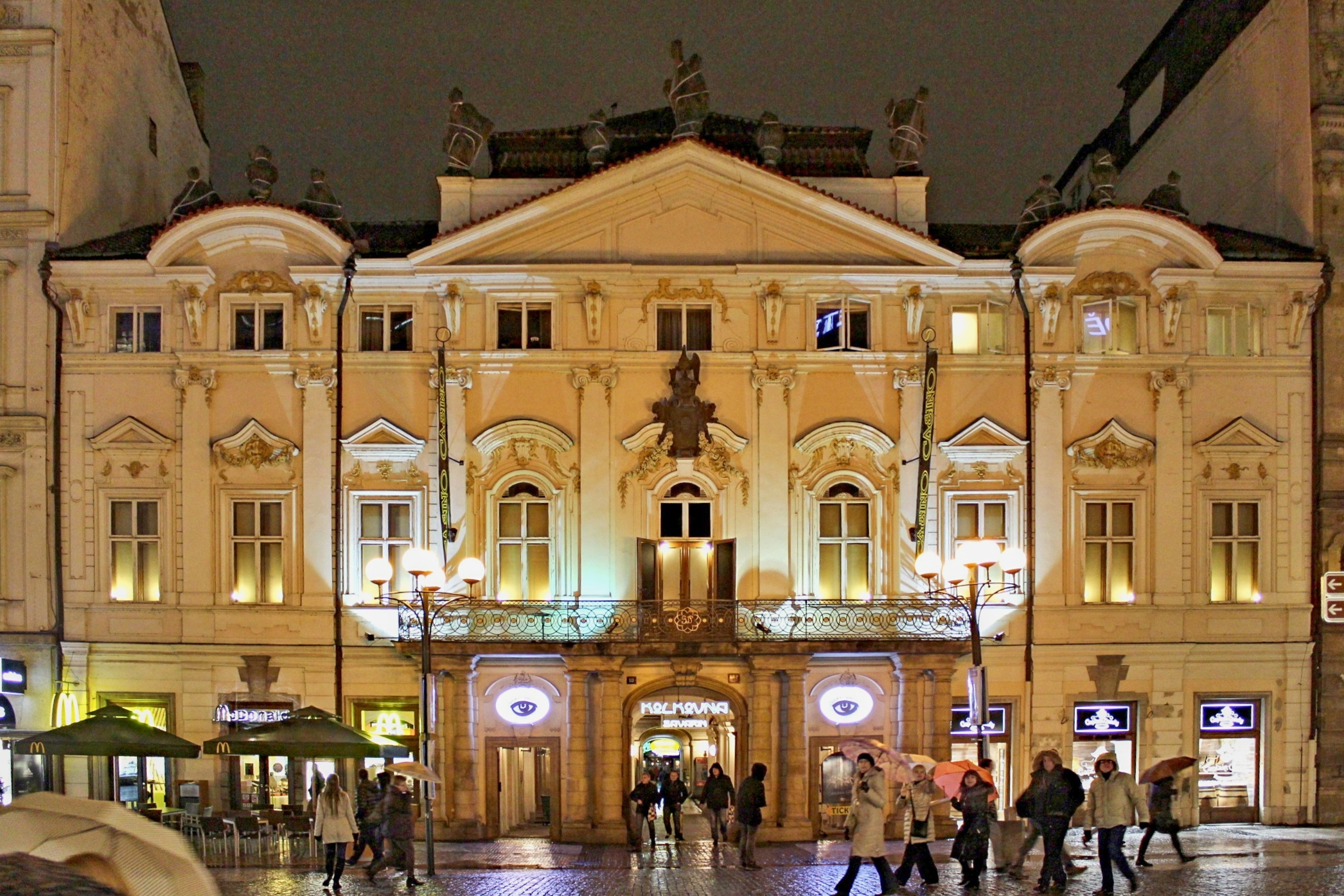
Дворец Пикколомини
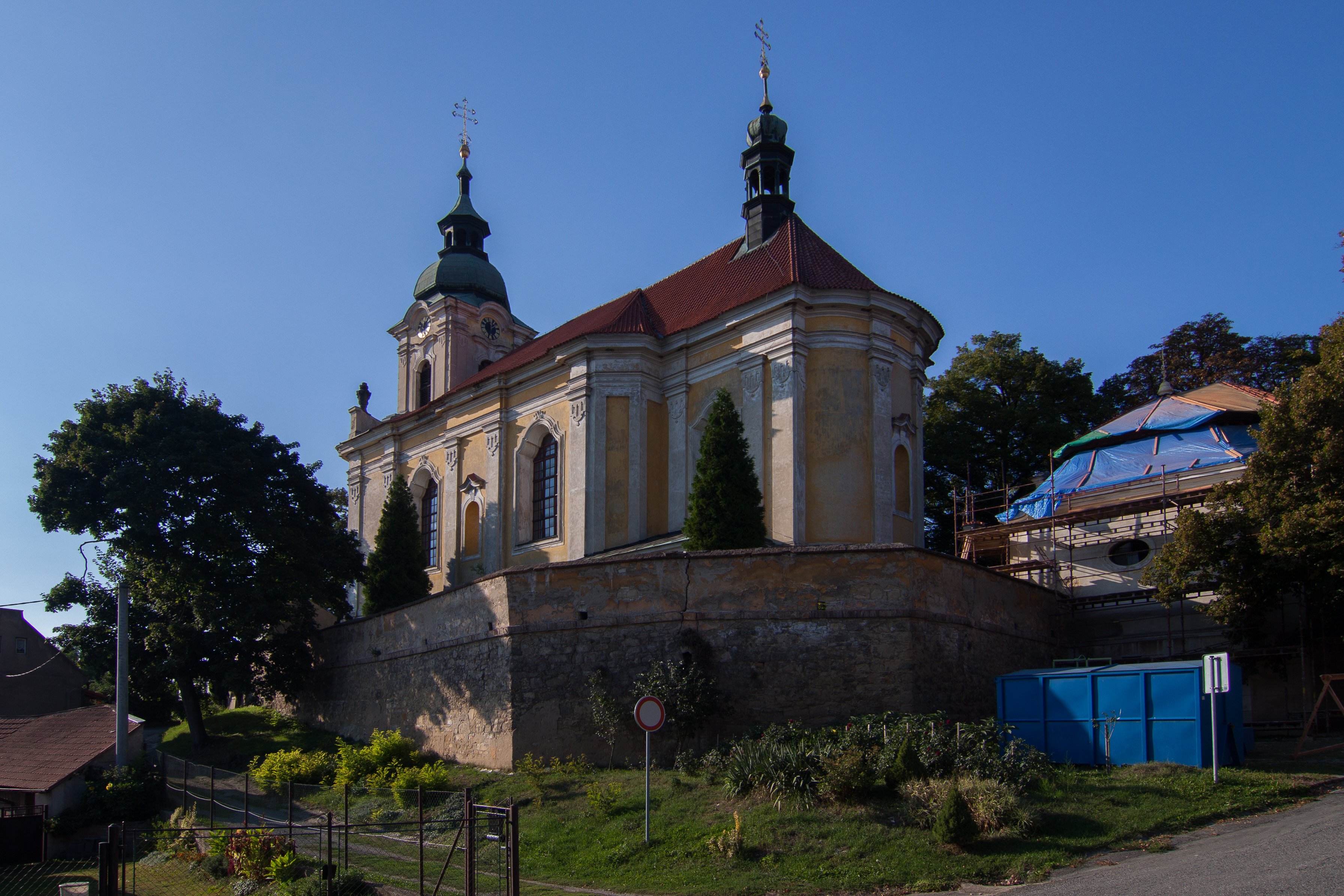
Костёл святого Вацлава в Кокорине